# Lukáš Vácha
Lukáš Vácha (* 13. květen 1989 Praha) je bývalý český fotbalový záložník a reprezentant.
Dne 27. května 2023 Vácha oznámil, že po sezoně 2022/23 ukončí kariéru. V sezoně 2022/23 byl hrající asistent trenéra Sparta „B“.
Dne 22. června 2023 Sparta oznámila, že Vácha zůstává v klubu a bude pokračovat jako asistent trenéra ve Spartě „B“. Po čtyřech měsících byl 12. října 2023 z funkce asistenta trenéra propuštěn. Od konce února 2024 se přesunul do klubu FC Hradec Králové jako asistent trenéra Davida Horejše u A týmu.

## Klubová kariéra
Ve Slavii s fotbalem začínal, prošel mládežnickými celky a svými výkony si vysloužil pozvánku do prvního týmu. Svůj debut si odbyl v utkání s domácími Teplicemi 27. listopadu 2006, ale strávil na hřišti pouhou minutu (Slavia vyhrála 4:2). Víc ligových startů ve slávistickém dresu nepřidal. V letním přestupovém období odešel na půlroční hostování do Jablonce. V zimě se vrátil, ale hned odešel na další hostování na sever Čech, tentokrát do Liberce, kde se zranil, a Liberec tak nemohl využít opce na jeho přestup. Na začátku roku 2009 pak prodloužil smlouvu ve Slavii do poloviny roku 2012 a vydal se na půlroční hostování do Baníku Ostrava.

### FC Slovan Liberec
Před zahájením sezóny 2009/10 odešel na roční hostování s opcí opět do Slovanu Liberec. Liberec následně přestupovou opci využil a získal tak Váchu do svých řad nastálo. V sezóně 2011/12 získal Vácha v dresu Slovanu Liberec český titul.
V domácím zápase předkola play-off Evropské ligy 2012/13 23. srpna 2012 svým gólem pomohl k remíze 2:2 proti ukrajinskému týmu Dněpr Dněpropetrovsk. Vácha v 90. minutě vyrovnával stav utkání na konečných 2:2 z pokutového kopu. Odvetu 30. srpna na Ukrajině Slovan prohrál 2:4 a do skupinové fáze Evropské ligy se nekvalifikoval. Lukáš absolvoval kompletní zápas.
V zimě roku 2012 o něj začal být zájem ve dvou nejlepších českých klubech posledních let – Spartě Praha a Viktorii Plzeň. Vácha se rozhodl pro Spartu, pražský klub za něj zaplatil 15 milionů Kč a přidal dva mladé hráče – Martina Frýdka a Davida Pavelku.

### AC Sparta Praha

#### Sezóna 2012/13
V lednu 2013 podepsal se Spartou smlouvu do roku 2016. První ostrý start absolvoval v úvodním zápase Sparty 14. února 2013 v jarní vyřazovací části Evropské ligy 2012/13 v šestnáctifinále proti anglickému velkoklubu Chelsea FC. Dobře podporoval součinnost defenzivy s ofenzivou, Sparta však podlehla doma soupeři 0:1 gólem mladého brazilského fotbalisty Oscara. O týden později se představil v odvetě na Stamford Bridge, Sparta dlouho vedla 1:0, ale naději na prodloužení neudržela, ve druhé minutě nastaveného času inkasovala vyrovnávací gól na 1:1 z kopačky Edena Hazarda a z Evropské ligy vypadla. Sezónu 2012/13 Gambrinus ligy završil gólem z přímého kopu do sítě Dukly Praha, Sparta porazila soupeře 1. června 2013 v posledním 30. kole 3:0, ale získat titul se jí nepodařilo.

#### Sezóna 2013/14
V prvním utkání druhého předkola Evropské ligy 2013/14 18. července 2013 proti hostujícímu švédskému celku BK Häcken přihrál za stavu 2:0 soupeři do brejku, který ho bleskově využil. Sparta ztratila jistotu a utkání skončilo remízou 2:2. V ligovém derby 28. září 2013 proti Slavii Praha vstřelil první gól utkání z přímého kopu (výhra Sparty 2:0). V sezóně 2013/14 slavil se Spartou Praha zisk ligového titulu již ve 27. kole 4. května 2014. 17. května 2014 získal se Spartou double po výhře 8:7 v penaltovém rozstřelu ve finále Poháru České pošty proti Viktorii Plzeň. Vácha svůj pokus proměnil. V posledním ligovém utkání proti FC Vysočina Jihlava vstřelil úvodní gól zápasu a Sparta i díky jeho gólu porazila Jihlavu 4:1.

#### Sezóna 2014/15
Poté co se Sparta neprobojovala do základní skupiny Ligy mistrů UEFA, se s týmem představil v základní skupině I Evropské ligy 2014/15, kde číhali soupeři BSC Young Boys (Švýcarsko), SSC Neapol (Itálie) a ŠK Slovan Bratislava (Slovensko). Vstřelil pěkný úvodní gól v zápase 2. října 2014 proti BSC Young Boys (výhra 3:1).

#### Sezóna 2017/2018
V nabitém kádru Sparty nedostával na začátku sezóny 2017/18 pod italským trenérem Andreou Stramaccionim mnoho příležitostí a tak začátkem září 2017 odešel na hostování do Slovanu Liberec. Jenže ani ve známém prostředí svou kariéru nerestartoval, do hry naskočil jen třikrát a naposledy se dostal do hry v desátém kole. V zimě se vrátil na Letnou a nyní hraje za juniorku AC Sparta Praha.

#### Sezóna 2019/2020
Pro sezonu 2019/20 byl Vácha přesunut do nově vznikajícího „B“ týmu, který v té době působil ve 3. lize.

## Reprezentační kariéra

### Mládežnické reprezentace
Vácha prošel většinou mládežnických reprezentací a patřil v nich k základním stavebním kamenům, což dokládá počet odehraných zápasů. V roce 2006 získal na Mistrovství Evropy do 17 let v Lucembursku stříbrnou medaili, Česko prohrálo až v penaltovém rozstřelu s Ruskem. Hrál mj. na Mistrovství světa hráčů do 20 let 2009 v Egyptě, kde ČR vypadla v osmifinále s Maďarskem na penalty 3:4 (po prodloužení byl stav 2:2).
Od jara 2009 byl v kádru české fotbalové reprezentace do 21 let. 7. září 2010 vstřelil za „reprezentační jedenadvacítku“ svůj premiérový gól v domácím utkání (hrálo se v Jablonci nad Nisou) proti celku Islandu v kvalifikaci na Mistrovství Evropy hráčů do 21 let 2011. Lukáš Vácha ve 20. minutě skóroval a zařídil tak první branku zápasu, který skončil vítězstvím domácího mužstva 3:1.

### A-mužstvo
V květnu 2014 jej trenér českého A-mužstva Pavel Vrba poprvé nominoval na přátelské utkání s Finskem, které se odehrálo 21. května 2014 v Helsinkách (remíza 2:2). Vácha odehrál kompletní počet minut. Ve svém druhém utkání za národní tým 3. června 2014 na Andrově stadionu v Olomouci proti Rakousku (prohra v přátelském střetnutí 1:2) dostal v průběhu zápasu kapitánskou pásku.

### Reprezentační góly
Góly Lukáše Váchy v české reprezentaci do 21 let
| Gól | Datum      | Stadion                                 | Soupeř | Skóre (min) | Výsledek | Soutěž                     |
| --- | ---------- | --------------------------------------- | ------ | ----------- | -------- | -------------------------- |
| 1   | 7. 9. 2010 | Chance Arena, Jablonec nad Nisou, Česko | Island | 1:000(20.)  | 3:1      | kvalifikace na ME U21 2011 |

Zápasy Lukáše Váchy v A-mužstvu české reprezentace
| 2014                 | 6 | 0 |
| 2015                 | 2 | 0 |
| Celkem               | 8 | 0 |
| Platí k 26. 11. 2016 |   |   |

## Mimo hřiště
V červnu 2015 představil ve spolupráci s módním návrhářem Lukášem Macháčkem na pražských Vinohradech svou první kolekci oblečení s názvem LV6 (6 je jeho číslo na fotbalovém dresu).
V ligovém zápase hraném 2. října 2016 remizovala Sparta na hřišti Zbrojovky Brno 3:3. Vyrovnávacímu gólu domácího Aloise Hyčky předcházel ofsajd, který však asistentka rozhodčího Lucie Ratajová mylně nesignalizovala. Tehdy zraněný Vácha na sociální síť Twitter adresoval Ratajové příspěvek "Ke sporáku". Podobný komentář pronesl v pozápasovém rozhovoru i sparťanský brankář Tomáš Koubek. Generální manažer Sparty Adam Kotalík je oba za trest určil ambasadory zápasu ženského týmu Sparty v Lize mistrů a hráči se měli zúčastnit několika tréninků sparťanek. Následně Váchu s Koubkem potrestala i disciplinární komise pokutou 40 tisíc korun a nařídila jim vést jeden mládežnický trénink mimo svůj klub.
Měl menší hereckou roli v internetovém seriálu Vyšehrad z fotbalového prostředí.